# Alcis postlurida
Alcis postlurida là một loài bướm đêm trong họ Geometridae.

## Hình ảnh

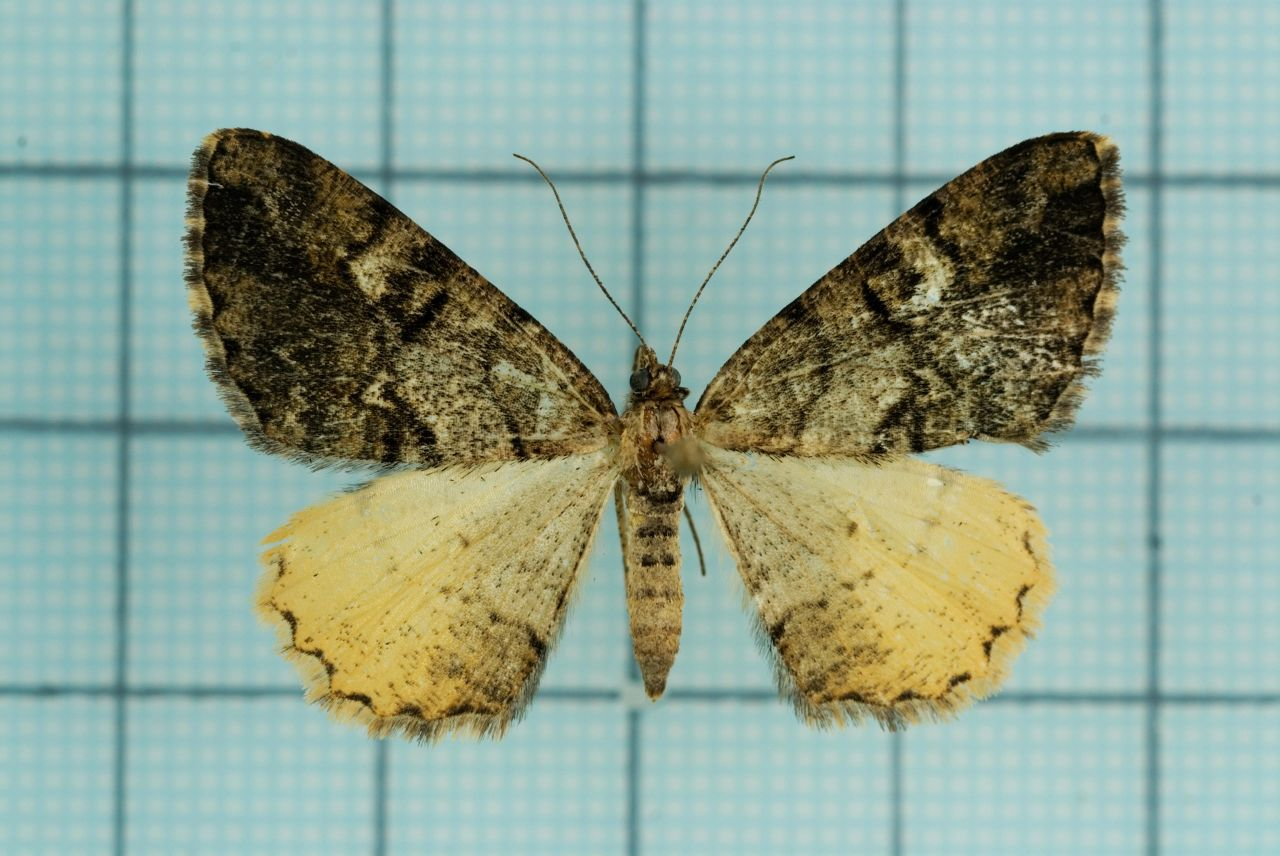
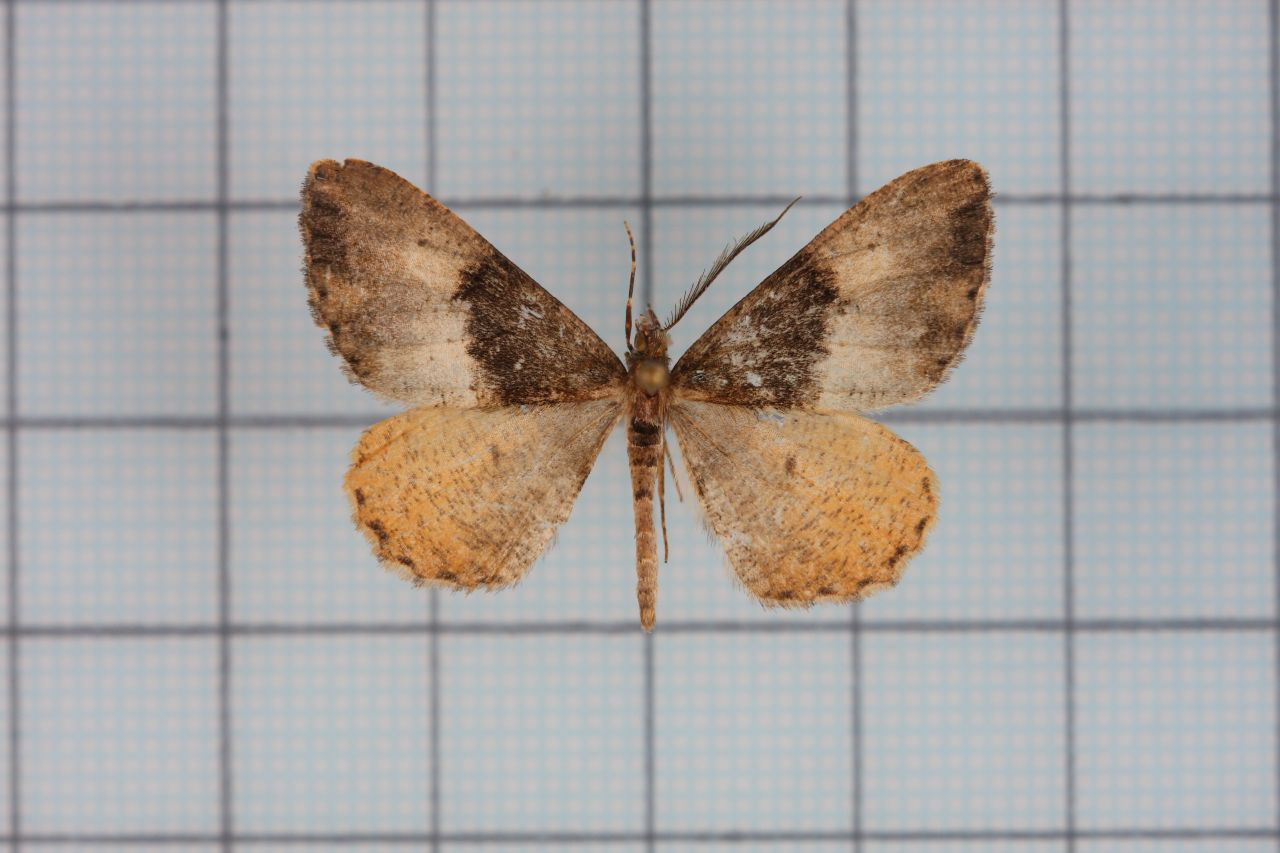
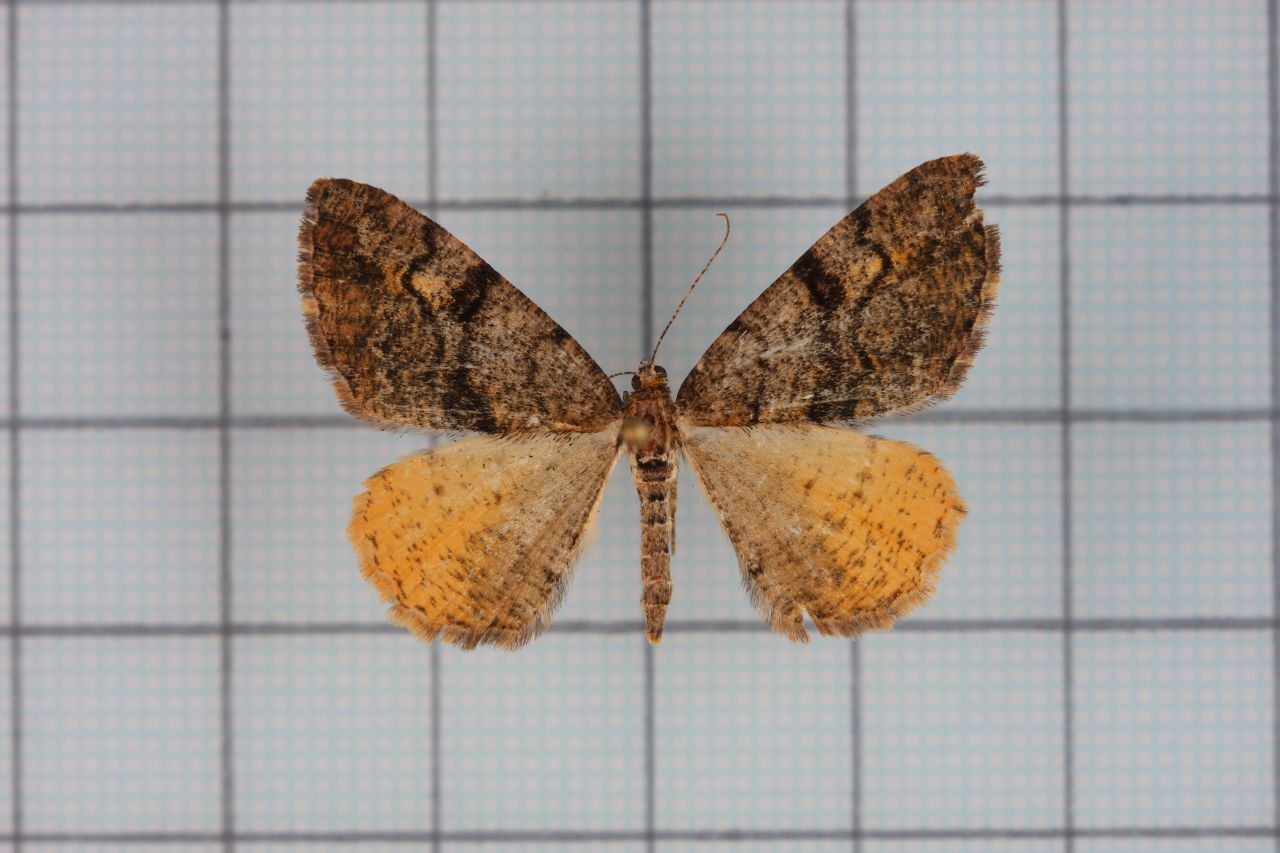
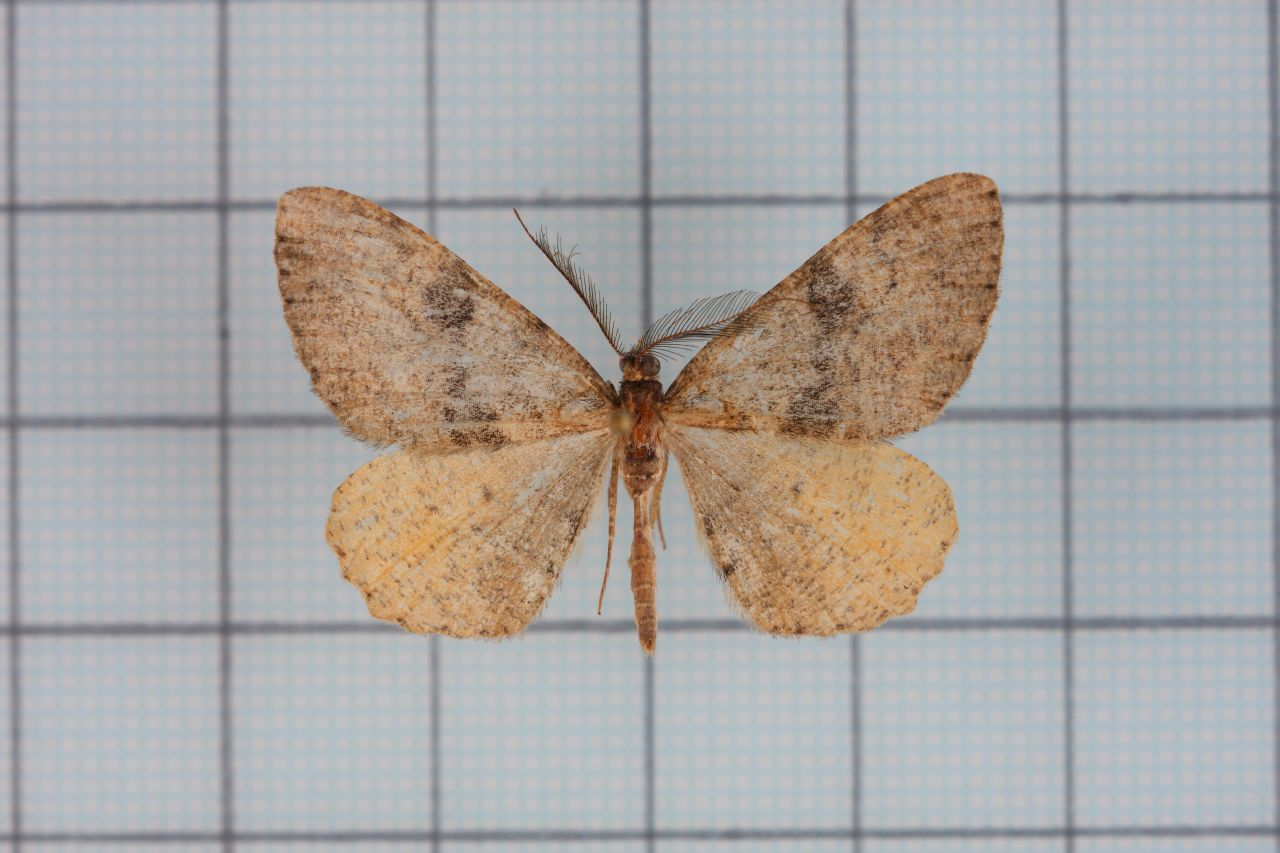